# منظمة الهلال الأسود
منظمة الهلال الأسود كانت منظمة سرية مسلحة مغربية تأسست سنة 1954 لمواجهة الحماية الفرنسية ونشطت بشكل كبير في مدينة الدار البيضاء. كان رمز تلك المنظمة هو المسدس والهلال. تم اغتيال أغلب أعضاء المنظمة من طرف عناصر حزب الاستقلال مباشرة بعد استقلال المغرب سنة 1956.

## الخلفية التاريخية
عقب نفي السلطان محمد الخامس يوم 20 غشت 1953 اندلعت ثورة الملك والشعب وتبعتها عدة عمليات مقاومة بمختلف المدن المغربية. في مدينة الدار البيضاء، أسس الشابان لحسن المكاوي (الذي كان قياديا في حزب الاستقلال وأحد أجنحة عمله المسلح) والمهدي الناموسي منظمة مسلحة لمقاومة الإستعمار سميانها منظمة اليد السوداء. انطلقت المنظمة من المدينة القديمة للدار البيضاء، وبعدد محدود من العناصر وشح في السلاح. كانت عملياتها الأولى تندرج في إطار تصفية عدة عملاء للاستعمار إلى جانب تزويد أفراد المنظمة بالأسلحة. افتضح أمرها وأعتقل أعضائها مباشرة بعد توقيف البوليس الفرنسي لأحدهم خلال عملية قرب سينما «أوبرا» وسط الدار البيضاء.
كانت «اليد السوداء» تضم شبابا منهم عبد الله الحداوي، والذي سيأخذ مشعل المنظمة بعد اعتقال رؤوسها المخططة. جرى تنسيق العمل بينه وبين الشيوعيين المغاربة لمواصلة النضال المسلح، ووأنشأوا منظمة مقاومة مسلحة جديدة.
وفي مارس 1954، في ذكرى إبرام عقد الحماية، أسس عبد الله الحداوي والحسن الكلاوي وعبد الكريم بنعبد الله، وعبد الله العياشي، والطيب بقالي، ومناضلون آخرون، تنظيما جديد أطلقوا عليه اسم «الهلال الأسود». كان الطيب البقالي بكر المجموعة، كان قد شارك في الشبكات الشيوعية للمقاومة الفرنسية في مطلع سنوات الأربعينات. وكان الحداوي أصغرهم: 17 سنة، وكان هو من اقترح اسم المنظمة «الهلال». ضمت منظمة الهلال الأسود عند تأسيسها منضلين استقلاليين وشوريين وشيوعيين ولامنتمين.

## نضال وأنشطة المنظمة
منذ تأسيسها في 1954 شاركت منظمة الهلال الأسود في عدة عمليات مسلحة استهدفت الوجود الفرنسي ومصالحه في المغرب، مثل: تصفية المتعاونين مع الاستعمار أو إلقاء القنابل بالمدينة الأوربية مثل القنبلة التي انفجرت بشارع باريس بالدار البيضاء، إضافة للمشاركة في مواجهة سيدي معروف يومي 28-29 شتنبر 1955.
يوم 27 أكتوبر 1955، راسلت منظمة الهلال الأسود الباشا الكلاوي وطلبت منه أن يحرص على إرجاع محمد الخامس إلى عرشه إذا أراد «التكفير عما ارتكبه باصطفافه ضده»، خاصة وأن قرابة 270 من الباشوات والقواد أعلنوا في 21 ماي 1953 أنهم «تحت رئاسة سعادة الباشا الهمام السيد الحاج التهامي المزواري الكلاوي».

## نهاية منظمة الهلال الأسود
قبيل استقلال المغرب، أعلنت المنظمة رفضها لمفاوضات إيكس ليبان، وأصرت بالمقابل على مواصلة الكفاح المسلح، وهو ما أدخلها في خلافات عميقة مع بعض قياديي الحركة الوطنية وخاصة المنتمين إلى حزب الاستقلال.
مباشرة بعد حصول المغرب على الاستقلال، بدأت بوادر الصراع بين الراديكاليين داخل حزب الاستقلال، وبعض المنظمات المسلحة التي رفضت الاحتواء من قبل الحزب. ومن بين هذه المنظمات الهلال الأسود التي كانت تضم مقاومين لهم تربية استقلالية ومقاومين من الحزب الشيوعي المغربي، وآخرين من الشورى والاستقلال، ومقاومين بدون انتماء سياسي.
حاول المهدي بن بركة خلال لقاء مع عدد من قادة الهلال الأسود، وعلى رأسهم عبد الله الحداوي، دفع المنظمة إلى قبول الاندماج في الحزب، لكنهم رفضوا العرض، رغم الإغراءات التي قدمت لهم آنذاك.
تبعا لعدم تفاهم قادتها مع قادة حزب الاستقلال، سيتم اغتيال أغلب قادة منظمة الهلال الأسود تباعا، حيث أن عبد الله الحداوي وثلاثة من رفاقه سيتعرضون للاغتيال بوم 28 يوليوز 1956, وذلك بأوامر من وزير الدخلية إدريس محمدي. كان عمر عبد الله الحداوي عند اغتياله 19 سنة.
في 15 يونيو 1956، اغتيل لحسن الكلاوي بحي لوازيس في البيضاء، قبل أن تتم تصفية اعمامو الزياني يوم 30 يونيو 1956، بدرب البلدية، من قبل أربعة أفراد من المنظمة السرية، وهي منظمة كانت تابعة لحزب الاستقلال. أدت كل هاته الاغتيالات إلى نهاية منظمة الهلال الأسود، حيث أن أغلب قادتها لم يبقوا على قيد الحياة.

## كتب حولها
اهتم عدد من الكتاب والباحثين في تاريخ المغرب المعاصر بمنظمة الهلال الأسود. من الكتب التي كتبت حولها:
- شهداء وجلادون: بحث في ذاكرة المقاومة والاضطهاد الحزبي بالمغرب (2006) - محمد وحيد. يتناول الكتاب موضوع مقاومة الدارالبيضاء من 1952 و 1956 مع التركيز على منظمة الهلال الأسود.[5]
- الهلال الأسود (1953-1956) التأسيس والاستئصال: محاولة لإثراء تاريخ المقاومة الوطنية المغربية (2013) - محمد وحيد.[6]